# اشتراكية بيئية
الاشتراكية البيئية، أو الاشتراكية الخضراء، أو البيئية الاشتراكية، هي أيديولوجيا تخلط بين جوانب الاشتراكية والسياسة الخضراء وعلم البيئة والعولمة البديلة أو مناهضة العولمة. يعتقد الاشتراكيون البيئيون عموما في أن توسع النظام الرأسمالي هو سبب الاستبعاد الاجتماعي، الفقر، الحروب، والاضمحلال البيئي، وذللك من خلال العولمة والإمبريالية التي تشرف عليها الدول القمعية والهياكل العابرة للحدود.
ينادي الاشتراكيون البيئيون بتفكيك الرأسمالية، والتركيز على الملكية المشتركة لوسائل الإنتاج، من قِبل منتجين متشاركين أحرار، وينادون باستعادة المشاعات.[1] وصفت كارولين لوكاس، الزعيمة السابقة لحزب إنجلترا وويلز الأخضر، اتجاه حزبها الاشتراكي بأنه جاذب لمناصري البيئة من الطبقة الوسطى وكذلك للاشتراكيين من طبقة العمال.

## الأيديولوجيا
ينتقد الاشتراكيون البيئيون الكثير من أشكال السياسات الخضراء والاشتراكية في الماضي والحاضر. ويصفون أنفسهم عادة بالخضر الحُمر، فهم متمسكون بالسياسات الخضراء ولديهم آراء واضحة مناهضة للرأسمالية، ويستمدون ذلك عادة من الماركسية. يتعارض الخضر الحمر مع الرأسماليين البيئيين والخضر الأناركيين.
عادة ما يشار إلى الخضر الذين يضعون أهداف العدالة الاجتماعية فوق الأهداف البيئية بمصطلح «البطيخ»، وكثيرا ما يقصد به الازدراء، فهم خضر من الخارج، لكنهم حمر من الداخل. ينسب المصطلح دائما إلى بتر بيكمان أو وارين بروكيز، وهما من نقاد البيئية، وينتشر هذا المصطلح في أستراليا، نيوزيلندا،[8] والولايات المتحدة.
يستخدم الموقع النيوزيلندي (The Watermelon) هذا المصطلح بفخر، ويصف أنه يعني «أخضر من الخارج، وليبرالي من الداخل»، بينما يشير أيضا إلى الميول السياسية الاشتراكية، مما يعكس استخدام مصطلح «ليبرالي» في وصف اليسار في كثير من الدول الناطقة بالإنجليزية.
```
عادة ما يعتبر الخضر الحمر «أصوليون» أو «خضر أصوليون»، وهو مصطلح يرتبط عادة بالبيئية العميقة.
```

ينتقد الاشتراكيون البيئيون أيضا البيروقراطية والنظريات النخبوية الخاصة بالحركات التي تصف نفسها بالاشتراكية، كالماوية والستالينية، وما يسميه النقاد الآخرون البيروقراطية الجماعية أو رأسمالية الدولة. فبدلا من ذلك، يركز الاشتراكيون البيئيون على صبغ الاشتراكية بالبيئية، بينما يبقون على الأهداف التحررية لاشتراكية «العهد الأول». يهدف الاشتراكيون البيئيون إلى تطبيق الملكية المشتركة لوسائل الإنتاج من قِبل منتجين متشاركين أحرار، ويهدفون أيضا إلى القضاء على كل أشكال الهيمنة، وبخاصة اللامساوة الجنسية والعنصرية. ويتضمن هذا استعادة المشاعات بدلا من الملكية الخاصة، والتي يتم من خلالها تفضيل المفهوم الماركسي عن قيمة الاستخدام بالمقارنة بقيمة المبادلة. طور الاشتراكيون البيئيون العديد من الاستراتيجيات لحشد الدعم على مستوى دولي، وذلك من خلال تطوير شبكات من الأفراد والجماعات من القاعدة الشعبية التي يمكنها تغيير المجتمع بشكل جذري من خلال مشاريع تمهيدية سلمية لتأسيس عالم بعد-رأسمالي بعد-دولاني.

## نبذة تاريخية

### منذ ثمانينيات القرن التاسع عشر وحتى ثلاثينيات القرن العشرين: كارل ماركس، وويليام موريس، والتأثير على الثورة الروسية
خلافًا لما صُوِّر ماركس من قِبل بعض البيئيين، وعلماء البيئة الاجتماعيين، وزملاؤه الاشتراكيين على أنه منتج فضّل السيطرة على الطبيعة، أعاد الاشتراكيون البيئيون النظر في كتابات ماركس، ويعتقدون أنه كان مصدرًا أساسيًا لوجهة النظر العالمية البيئية. يُشير الكُتّاب الاشتراكيين البيئيين مثل جون بيلامي فوستر، وبول بوركيت إلى نقاش ماركس فيما يخص «الصدع الأيضي» بين الإنسان والطبيعة، ويقول في تصريحه «ستبدو الملكية الفردية لشخص واحد للكرة الأرضية أمرًا سخيفًا، تمامًا مثل ملكية الإنسان الفردية لإنسان آخر»، ويرى أنه من الواجب على المجتمع «تسليم الكوكب إلى الأجيال القادمة بحالةٍ مُحسّنةٍ». على الرغم من ذلك، يشعر بعض الاشتراكيين البيئيين أنّ ماركس تجاهل «الاعتراف بالطبيعة بحد ذاتها ولأجل ذاتها» متجاهلًا «قابليتها للتأثر» ومعاملتِه للطبيعة كأنها «خاضعة للعمل منذ البداية» في «علاقة فعالة كليًا».
يعود الفضل بشكل كبير إلى الروائي، والشاعر، والمصمم الإنجليزي ويليام موريس في تطوير المفاهيم الرئيسية لما سُمّي فيما بعد الاشتراكية البيئية. خلال الثمانينيات والتسعينيات من القرن التاسع عشر، روّج موريس لأفكاره الاشتراكية البيئية داخل الاتحاد الديموقراطي الاشتراكي، والرابطة الاشتراكية.
حاول بعض العلماء البيئيين ومناصرين البيئة بعد الثورة الروسية دمج الوعي البيئي في البلشفية، على الرّغم من أنّ الحزب الشيوعي في الاتحاد السوفييتي قد صفّى العديد من هؤلاء الأشخاص. بذلت «الحركة البيئية ما قبل الثورة»، والتي شجعها العالم الثوري ألكسندر بوجدانوف، ومنظمة بروليتكولت (منظمة الطبقة الكادحة) جهودًا «لدمج الإنتاج مع قوانين وقيود الطبيعة» في العقد الأول من الحكم السوفييتي، قبل أن يهاجم جوزيف ستالين علم البيئة وعلماء البيئة، ويقع الاتحاد السوفييتي في فخ العلم الزائف لعالم أحياء الدولة تروفيم ليسينكو الذي «أقدم على إعادة ترتيب الخريطة الروسية» في ظل الجهل بالقيود البيئية.

### لاسلطوية خضراء
اللاسلطوية الخضراء هي مدرسة فكرية لاسلطوية تركز بصورة خاصة على القضايا البيئية، تمثّل التأثير المهم المبكر في فكر اللاسلطوي الأمريكي هنري ديفيد ثورو في كتابه والدن، بالإضافة إلى ليو تولستوي، وإليزيه روكلوه. ظهرت الطبيعانية اللاسلطوية في أواخر القرن التاسع عشر بمثابة دمج بين اللاسلطوية والطبيعانية ضمن أوساط اللاسلطوية الفردية في إسبانيا، وفرنسا، وكوبا، والبرتغال. حمل العديد من اللاسلطويين في منتصف القرن العشرين، بمن فيهم هربرت ريد، وإيثيل مانين، وليوبولد كور، وجاك إلول، وبول غودمان وجهات نظر بيئية مبدئية مرتبطة بسلوكهم اللاسلطوي. وصف المؤرخ اللاسلطوي روبرت غراهام كتاب مانين الخبز والورود: استبيان ومخطط خيالي الذي نشرته عام 1944 بأنه يستعرض «رؤية بيئية في معارضة التنظيم الصناعي السائد والمدمر للمجتمع». إنّ التيارات المعاصرة المهمة هي اللاسلطوية البدائية وعلم البيئة الاجتماعي.

### المشاعية وعلم البيئة الاجتماعي
يرتبط علم البيئة الاجتماعي بشكل وثيق بعمل وأفكار موري بوكتشين، ويتأثر باللاسلطوي بيوتر كروبوتكين. يؤكد علماء البيئة الاجتماعيين أنّ جذور الأزمة البيئية الحالية تعود إلى المشكلات الاجتماعية الإنسانية، وأن هيمنة الإنسان على الطبيعة تنبع من هيمنة الإنسان على الإنسان. في عام 1958، عرّف موري بوكتشين نفسه بصفة لاسلطوي، مُظهرًا التشابه بين اللاسلطوية وعلم البيئة. نُشر كتابه الأول بعنوان بيئتنا الاصطناعية تحت اسم مستعار هو لويس هيربر في عام 1962، قبل عدة أشهر من صدور كتاب راشيل كارسون الربيع الصامت. وصف الكتاب مجموعة واسعة من الأمراض البيئية، لكنه لم يحصل إلّا على القليل من الاهتمام بسبب راديكاليّته السياسي. قدّم مقاله الرائد «علم البيئة والفكر الثوري» علم البيئة بمثابة مفهوم في السياسات الراديكالية. في عام 1968، أسس مجموعة أخرى نُشرت في المجلة اللاسلطوية المؤثرة، ونُشر بالإضافة لذلك مقالات مبتكرة أخرى حول ما بعد الندرة، وحول تقنيات علم البيئة، مثل الطاقة الشمسية وطاقة الرياح، وعن اللامركزية والتصغير. وقام بالمحاضرة في جميع أنحاء أمريكا، وساعد في نشر مفهوم علم البيئة مقابل الثقافة المضادة. 
لاسلطوية ما بعد الندرة عبارة عن مجموعة من المقالات التي كتبها موري بوكتشين، ونُشرت لأول مرة في عام 1971 من قِبل رامبارتس بريس. وهي توضح الشكل المحتمل لللاسلطوية الذي ربما تأخذه إن خضعت لشروط ما بعد الندرة. تُعتبر هذه المقالات أحد أعمال بوكتشين الأساسية، بالإضافة إلى فرضيته الراديكالية التي أثارت الجدل لكونها يوتوبية ومسيحية في إيمانها بالقدرة التحررية للتكنولوجيا. زعم بوكتشين أنّ المجتمعات ما بعد الصناعية هي أيضًا مجتمعات ما بعد الندرة، وبالتالي يمكن تخيّل «تحقيق الإمكانات الاجتماعية والثقافية الكامنة في تكنولوجيا الوفرة». إنّ الإدارة الذاتية للمجتمع حاليًا ممكنة من خلال التقدم التكنولوجي، وعند استخدام التكنولوجيا بأسلوب حساس بيئيًا سوف تتغير الإمكانات الثورية للمجتمع كثيرًا. في عام 1982، كان لكتابه علم بيئة الحرية أثر عميق على ظهور حركة علم البيئة، سواء في الولايات المتحدة أو خارجها. كان شخصية رئيسية في برلينغتون غرينز بين عامي 1986 و1990، وهي مجموعة خاصة بعلم البيئة، قامت بترشيح مرشحين لمجلس المدينة في برنامج لخلق ديموقراطية الجوار.
طوّر بوكتشين لاحقًا فلسفة سياسية لاستكمال علم البيئة الاجتماعي وسمّاها «المشاعية» (مكتوبة بحرف سي كبير لتمييزها عن أشكال أخرى من المشاعية). كانت هذه الفلسفة مُتخيلة في الأصل بمثابة شكل من أشكال اللاسلطوية الاجتماعية، إلّا أنه طور المشاعية لاحقًا إلى أيديولوجيا منفصلة تُجسّد ما رآها العناصر الأكثر إفادة من اللاسلطوية، والماركسية، والنقابية، وعلم البيئة الراديكالي.
من الناحية السياسية، يؤيد المشاعيون شبكة من المجموعات المدنية الديموقراطية المباشرة في المجتمعات/المدن الفردية مُنظمة بطريقة كونفيدرالية. تُسمى الطريقة المُستخدمة لتحقيق هذا بالبلدية التحررية التي تتضمن إنشاء مؤسسات ديموقراطية مباشرة تنمو وتتوسع بشكل كونفيدرالي بهدف استبدال الدولة القومية في نهاية المطاف.

### سبعينيات القرن العشرين – تسعينيات القرن العشرين: بروز حماية البيئة والانخراط مع الماركسية والاشتراكية
في سبعينيات القرن العشرين، افترض بيري كومنر، الذي أشار إلى الاستجابة اليسارية لنموذج حدود النمو الذي تنبأ باستنزاف الموارد الكارثي وشجّع حماية البيئة، أنّ التقنيات الرأس مالية كانت مسؤولة بشكل رئيسي عن التدهور البيئي، وليس الضغوطات السكانية. نشر الكاتب والناشط المنشق من ألمانيا الشرقية رودلف باهرو كتابين يتناولان العلاقة بين الاشتراكية وعلم البيئة – البديل في أوروبا الشرقية، والاشتراكية والبقاء – وقد روّج الكتابين «لحزب جديد» مما أدى إلى اعتقاله، وقد اكتسب سمعة دولية سيئة بسبب هذا.
في الوقت نفسه تقريبًا، افترض الماركسي الأسترالي آلان روبرتس أنّ حاجات الناس غير المُحققة تدعم النزعة الاستهلاكية. بالإضافة إلى ذلك، ناشد الزميل الأسترالي تيد تراينر الاشتراكيين إلى تطوير نظام يلبي حاجات الإنسانية، على عكس النظام الرأس مالي للمتطلبات المتولدة. كانت التطورات الرئيسية في ثمانينيات القرن العشرين هي إنشاء مجلة الرأسمالية، والطبيعة، والاشتراكية (سي إن سي)، وكان المحرر المؤسس جيمس أوكونور، وصدر الإصدار الأول عام 1988. قادت المناقشات التي تلت ذلك إلى مجموعة من الأعمال النظرية لأوكونور، وكارولين ميرشنت، وبول بوركت، وآخرين.
أطلق الحزب الاشتراكي الديموقراطي الأسترالي صحيفة غرين ليفت ويكلي في عام 1991، وذلك بعد فترة من العمل في مجموعات الرابطة الخضراء والحزب الأخضر أثناء تكوينها. توقف هذا عندما تبنى حزب الخضر الأسترالي سياسة حظر الجماعات السياسية الأخرى في أغسطس عام 1991.